# Gerard Brandt

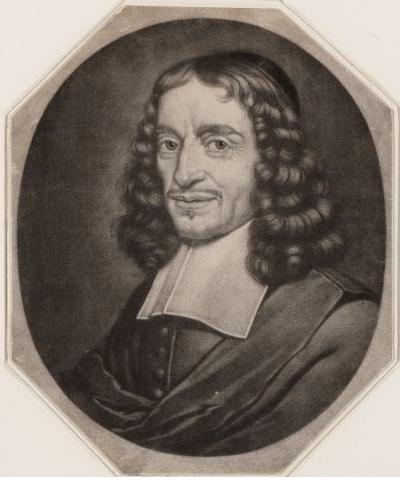
Gerard Brandt

Gerard Brandt, ook gespeld als Geeraardt en Geeraer(d)t (Amsterdam, 25 juli 1626 - Rotterdam, 12 oktober 1685), was een Nederlandse
auteur, toneelschrijver, dichter, historicus en predikant. Van 1667 tot 1685 was hij predikant in Amsterdam. Hij was een bekende schrijver in zijn tijd en heeft onder andere een Leven van Michiel Adriaanszoon de Ruyter en een Geschiedenis van Enkhuizen op zijn naam staan. Zijn Leven van Vondel (1682), verschenen drie jaar na Vondels overlijden, was de eerste in een lange reeks Vondel-biografieën. Het roemruchte verhaal van de ontsnapping van Hugo de Groot werd door de publicatie van Brandt, uit de mond van het dienstmeisje Elselina opgetekend, een van de klassiekers van de Nederlandse geschiedschrijving.

## Levensloop
Hij werd geboren als zoon van Gerard Brandt, horlogemaker en Neeltje Jeroens. Zijn vader was regent van de Amsterdamse Schouwburg. Toen hij zeventien was schreef Gerard jr. het toneelstuk De Veinzende Torquatus dat in de schouwburg later werd opgevoerd.
Toen Brandt later een bekend predikant en serieus geleerde was geworden, wilde hij aan deze jeugdzonde niet herinnerd worden. Grote bekendheid kreeg Brandt door zijn grafrede op Pieter Cornelisz. Hooft in 1647. De rede werd uitgesproken door Van Germez, een toneelspeler. Brandts rede was een vertaling van de lijkrede van Jacques Du Perron op Ronsard, die hij voor eigen werk liet doorgaan, waarna hij van plagiaat werd beschuldigd in het geschrift Aen den onbeschaemden letter-dief. In de rede was Hooft "d'eenige Poëet, die d'Amstel had voortgebracht", een duidelijke aanval op Vondel. Brandt was auteur van talloze puntdichten, grafschriften en bijschriften, die na zijn dood zijn gebundeld.
Onder invloed van hoogleraar Casparus Barlaeus en speciaal diens dochter ruilde Brandt het vak van horlogemaker in voor studie. In 1652 slaagde hij voor zijn examen en werd remonstrants predikant in Nieuwkoop. Hij trouwde deze Suzanne van Baerle en ze kregen drie zoons die allen predikant werden.
Brandt werd in 1660 te Hoorn beroepen, en uiteindelijk in 1667 te Amsterdam. In 1666 bracht hij zijn Historie der vermaerde zee- en koopstadt Enkhuisen uit, die nog steeds een belangrijke bron vormt voor de vroege geschiedenis van Enkhuizen.
In 1681 kreeg Brandt van Michiel de Ruyters zoon Engel de Ruyter opdracht een biografie over diens in 1676 overleden vader te schrijven. Dit werk, Het Leven en bedryf van den Heere Michiel de Ruiter, dat na hun beider dood in 1687 zou verschijnen, is een belangrijke bron van informatie over de admiraal; het is voltooid door Brandts zoons Caspar en Johannes. Engel vermaakte vierhonderd guldens aan Brandt, vermoedelijk als betaling voor de opdracht. Het boek is vele malen herdrukt.
De omvangrijke biografie van Gerard Brandt was een belangrijke bron voor de biografie van de Ruyter uit 1996 van Ronald Prud'homme van Reine, Hoewel het boek van Brandt vooral een lofrede was op De Ruyter, zonder kritische kanttekeningen, leverde hij een indrukwekkende prestatie. Op basis van een wirwar van aantekeningen en paperassen heeft hij toch een leesbaar boek geschreven. Zonder deze biografie zouden we nu veel minder over De Ruyter weten.

## Boeken
- Stichtelijke gedichten, vervaetende verscheide gebeden, plichten en opwekkingen ter godtsaeligheit, Amsterdam, Jan Rieuwertsz., 1665 (= Poëzy deel 1)
- Historie der vermaerde zee- en koopstadt Enkhuisen , Amsterdam 1666
- Leven van Hooft, 1677
- Historie der Reformatie, 1668 en '74, tegen Willem Baudartius gericht. Hij werd over dit werk heftig aangevallen, vooral door ds. Hendrik Ruyl of Rulaeus, Amsterdam, en hij schreef een verantwoording tegen diens beschuldigingen in 1675.
- Leven van Vondel, 1682
- Het leven en het bedrijf van den Heere Michiel de Ruyter. Een zeer uitgebreide biografie van 1063 pagina's die met medewerking van De Ruyters weduwe en kinderen werd geschreven. Amsterdam 1687 (ISBN 90-6103-401-9 facsimile-uitgave)
- Poëzy, 1688 (deel 2), 1727 (deel 3)

## Voetnoten
1. ↑  interview door Bart Stam voor www.maritiemnederland, 400 jaar Michiel de Ruyter, maandag 5 februari 2007, zie hier.

- Biblioteca Nacional de España: XX1619885
- Bibliothèque nationale de France: cb125299549 (data)
- Biografisch Portaal: 49300197
- Digitale Bibliotheek voor de Nederlandse Letteren: bran002
- Gemeinsame Normdatei: 129051012
- International Standard Name Identifier: 0000 0000 8076 7201
- Library of Congress Control Number: n79074518
- Nationale Bibliotheek van Tsjechië: jo2016930379
- Nationale Bibliotheek van Israël: 987007258891105171
- Nederlandse Thesaurus van Auteursnamen: 068386346
- Système universitaire de documentation: 034555773
- Trove: 1137447
- Virtual International Authority File: 27176662
- WorldCat: E39PBJjHgpm8gJj3x9Yb44ryVC